# Alessandro Del Conte
Alessandro Del Conte (Pagnano, 2 gennaio 1955) è un fumettista italiano.

## Biografia
Nel 1973, ad appena 18 anni, Del Conte inizia a ripassare a china le storie del suo maestro Romano Scarpa, a cominciare dall'avventura Zio Paperone e il tesoro di Atlantide, scritta da Jerry Siegel e pubblicata sul numero 895 di Topolino, datato 21 gennaio 1973.
Dopo quattro anni di ripasso a china, nel 1977 Del Conte realizza la sua prima storia "a solo": Paperino e l'efficienza pescante, scritta da Iain MacDonald e pubblicata sul numero 1123 di Topolino, datato 5 giugno 1977; continuerà, comunque, a inchiostrare alcune storie di Scarpa fino al 2002.
Come disegnatore, Del Conte è stato attivo sulle testate Disney principalmente intorno agli anni novanta.